# Монахът
 Тази статия е за романа на Матю Грегъри Луис.  За филма на Адонис Киру вижте Монахът (филм).  
„Монахът: Романс“ (на английски: The Monk: A Romance) е готически роман, написан от английския писател, драматург и поет Матю Грегъри Луис през 1794 г., докато авторът е едва на 19 г. Излиза от печат в три тома, и то анонимно. Романът  е типичен пример за готика, еволюирала в ужас. Добрите писателски умения на Луис, новаторството и изключителната популярност на книгата я правят едно от най-важните явления за историята на литературата, повлияло много други творци.
„Монахът“ е една от най-влиятелните книги в историята на човечеството, вдъхновила автори като: Ан Радклиф, Самюъл Тейлър Колридж, Едгар Алън По, Маркиз дьо Сад, Мери Шели, Шарл Бодлер, Уолтър Скот, Е. Т. А. Хофман, Ан Райс, Клайв Баркър, Стивън Кинг и много други.

## История на публикацията
Книгата е написана през 1794 г. в холандския град Хага. По това време Матю Грегъри Луис е културен аташе в английското посолство. Скучната работа го кара често да посяга към книгите, което го подтиква и да осъществи писателските си наклонности. Книгата е написана за период едва от 10 седмици. За това съдим от кореспонденцията на автора и данните, които той ни дава за писването на книгата в предговорното си стихотворение.

#### Сюжет
Амброзио, доскоро образцов испански монах, събужда в себе си, а скоро и отприщва - плътска страст към своя ученик Розарио. Под монашеското расо обаче се крие красива жена, Матилда. Тя "въвежда" монаха в света на телесните удоволствия, но впоследствие не може да задоволи нарастващите му желания и Амброзио започва да се оглежда за нова жертва на сладострастията си. Той много държи да запази доброто си име, с което се слави в цял Мадрид; желае хората да продължават да се отнасят към него с уважение, да се прехласват по неговите беседи и красноречие с омая, да вижда страхопочитание в очите им. Така интересът му се насочва към младата и невинна Антония, която отпраща горещи молби към монаха да посети той дома й, където нейната майка Елвира лежи болна на легло. С насърченията и наставленията на Матилда, играеща роля вече на негова приятелка, на Амброзио се удава възможност да обезчести девойката, а в последствие и да отнеме нейния живот. Впоследствие романът разкрива, че именно Антония е родна сестра на Амброзио, Елвира - негова майка, а Матилда - пратеник на Сатаната, чиято цел била да изкуши благочестивия монах и да доведе до неговото грехопадение. В края на книгата той попада в ръцете на Инквизицията, но, за да се спаси от неизбежната смърт като наказание за делата му, той продава душата си на Луцифер. 
Повествованието води паралелна сюжетна линия с друга двойка персонажи - дон Реймонд и Агнес, която също е засегната пряко от решенията на Амброзио да бъдат наказвани прегрешенията в женския метох "Св. Клара", където девойката е изпратена.  

#### Персонажи
Първостепенни:
1. Амброзио - главният персонаж в романа, представен като 30-годишен.  Като дете бил намерен пред портите на абатството, сякаш паднал от небето. Монасите го приели за дар от Дева Мария, дали му образование и го оставили на църковна длъжност.
2. Антония - невинно и срамежливо 15-годишно момиче. Заедно с майка си Елвира е доведена от стария дворец в Мурсия. Тя е обект на желанието на дон Лоренцо де Медина. Злите герои в романа се считат за по-добре написани от добродетелните, а образът на Антония е толкова добродетелен, че някои го намират за "смъртоносно скучен."
3. Матилда (Розарио) - първоначално появила се пред читателя като Розарио, младо момче, таящо дълбок респект към монаха, и лице, винаги скрито под плащта на расото. По-късно всъщност става ясно, че под дрехите се крие млада красива жена, която обича Амброзио. Тя твърди, че го е обичала още преди да постъпи в манастира и му подарява портрет на Мадоната, на който всъщност стоят нейните черти. Подаръкът виси на стената в стаята на монаха, той го съзерцава и си въобразява, че.... Тя съблазнява Амброзио
4. Агнес -

Второстепенни:
1. Елвира -
2. Леонела -
3. Дон Лоренцо де Медина -
4. Дон Реймонд -
5. Теодор -
6. Кървавата монахиня -
7. Луцифер -
8. Вирхиния де Виля-Франка -
9. Приорисата -

### Теми в романа
черна магия, сатанизъм, трансвестизъм, сексуално насилие, инцест, 

#### Deus ex machinaв романа
С тази типична постройка авторът завършва романа. В края героите не могат да решат сами проблема, затова божеството бива "спуснато" пред тях, за да се оформи развръзката. Луцифер е онзи, който въздава справедливост. За автора границата между добро и зло е тънка и тук Бог е само част от демонологията. 